# Liro
Liro — щорічний міжнародний літературний конкурс творів та перекладів мовою есперанто, започаткований на Уралі в 1982 році журналом «Ondo de Esperanto». Міжнародний статус отримав у 1997 році. Праці фіналістів друкують у журналі «La Ondo de Esperanto».
Зазвичай конкурс проходить у 5-ти номінаціях: оригінальна есперанто проза, оригінальна есперанто поезія, 1 переклад поезії, 2 переклади прози з різних мов.
Перший лауреат в номінація поезія і член журі конкурсу з 2004 року український поет Петро Паливода.